# Vysjejsjaja Liha 1992
In 1992 werd het eerste voetbalseizoen gespeeld van de Wit-Russische Vysjejsjaja Liha. Na het uiteenvallen van de Sovjet-Unie werd Wit-Rusland onafhankelijk. Er werd gekozen om enkel een heenronde te spelen zodat er na dit seizoen kon overgeschakeld worden naar een zomer-lente seizoen zoals de meeste Europese competities. Dinamo Minsk was de enige club die voorheen in de Sovjet Top Liga speelde en in 1982 daar zelfs de landstitel won. Vijf andere clubs (Dnjepr Mahiljow, Dinamo Brest, KIM Vitsebsk en Chimik Grodno) speelden in 1991 in de Vtoraja Liga, de derde klasse en één club: Gomselmasj Gomel speelde in de Vtoraja Liga B, de vierde klasse. De andere clubs speelden het vorig seizoen in de Wit-Russische hoogste klasse, wat dus het vijfde niveau was in de Sovjet-Unie. 
De competitie werd gespeeld van 18 april tot 20 juni. Dinamo Minsk werd kampioen, zij het slechts met één puntje voorsprong op Dnjepr Mahiljow. 

## Eindstand
| Plaats | Club                   | Wed. | W  | G | V  | Saldo | Ptn. |
| ------ | ---------------------- | ---- | -- | - | -- | ----- | ---- |
| 1.     | Dinamo Minsk           | 15   | 11 | 3 | 1  | 38-7  | 25   |
| 2.     | Dnjepr Mahiljow        | 15   | 11 | 2 | 2  | 28-4  | 24   |
| 3.     | Dinamo Brest           | 15   | 8  | 3 | 4  | 21-10 | 19   |
| 4.     | Traktor Bobroesjk      | 15   | 8  | 3 | 4  | 13-10 | 19   |
| 5.     | Chimik Grodno          | 15   | 9  | 0 | 6  | 21-17 | 18   |
| 6.     | KIM Vitebsk            | 15   | 7  | 3 | 5  | 21-14 | 17   |
| 7.     | Torpedo Mogiljov       | 15   | 4  | 8 | 3  | 16-14 | 16   |
| 8.     | Vedritsj Retsjitsa     | 15   | 6  | 3 | 6  | 17-19 | 15   |
| 9.     | Metalloerg Molodetsjno | 15   | 5  | 5 | 5  | 11-12 | 15   |
| 10.    | Torpedo Minsk          | 15   | 5  | 3 | 7  | 15-17 | 13   |
| 11.    | Sjachtsjor Salihorsk   | 15   | 5  | 3 | 7  | 15-17 | 13   |
| 12.    | Oboevsjtsjik Lida      | 15   | 4  | 3 | 8  | 13-18 | 11   |
| 13.    | BelAZ Zjodzina         | 15   | 5  | 0 | 10 | 13-31 | 10   |
| 14.    | Stroitel Starye Dorogi | 15   | 4  | 2 | 9  | 14-22 | 10   |
| 15.    | SKB-Lokomotiv Vitebsk  | 15   | 4  | 2 | 9  | 16-28 | 10   |
| 16.    | Gomselmasj Gomel       | 15   | 1  | 3 | 11 | 5-37  | 5    |

Er worden zowel Wit-Russische als Russische namen gebruikt, bv Dinamo Minsk gebruikt de Russische naam.
|  | Kampioen |

## Kampioen
| Vysjejsjaja Liha 1992            |
| Wit-Rusland                      |
| -------------------------------- |
| DINAMO MINSK Kampioen (1° titel) |

## Topschutters
|   | Naam                   | Club                   | Doelpunten |
| - | ---------------------- | ---------------------- | ---------- |
| 1 | Andrej Skorabahaska    | Dnjepr Mahiljow        | 11         |
| 2 | Sjarhej Jasinski       | SKB-Lokomotiv Vitsebsk | 8          |
| 3 | Valjantsin Bjalkevitsj | Dinamo Minsk           | 7          |
| 3 | Sjarhej Koroza         | Chimik Grodno          | 7          |